# Савин, Иван Иванович
Иван Са́вин (настоящее имя Иван Ива́нович Савола́йнен, до эмиграции Саволаин; 29 августа (10 сентября) 1899, Одесса — 12 июля 1927, Хельсинки) — русский поэт и писатель, журналист. Участник Белого движения, деятель русской эмиграции в Финляндии.

## Происхождение и ранние годы
Дед Ивана Савина по отцу, Йохан Саволайнен, был финским моряком, осевшим в России и женившемся на гречанке, которую встретил в Елисаветграде.
Их сын Иван Саволаин (Саволайнен) (старший) женился на Анне Михайловне Волик, вдове-помещице из старинного молдавского рода Волик-Отян. Этот брак был заключён по страстной любви. Анна Волик была старше Саволаина на 10 лет, и у неё к тому времени было пятеро детей. У них родилось трое детей: Иван Савин, его брат Николай и сестра Надежда (Диля). Супруги через несколько лет разошлись и в продолжение шести лет не встречались, но у всех восьмерых детей была настоящая родственная связь и любовь.
Детство и юность Ивана Савина прошли в уездном городке Зеньков Полтавской губернии. С ранних лет Савин тянулся к творчеству, в одиннадцать лет написал первое стихотворение, в четырнадцать — первые статьи и рассказы, опубликованные в местной прессе.

## Участие в Белом движении
С началом Гражданской войны вся семья Савиных встала на сторону Белого движения и почти вся была истреблена в междоусобной войне. Две его сестры умерли от лишений и голода. Два старших брата, михайловские артиллеристы, были расстреляны в Крыму, в Симферополе в ноябре 1920 года. Младший брат Николай в возрасте 15-ти лет погиб в бою, сражаясь в рядах синих гусаров. Брат Борис был зарублен под Каховкой. Иван, окончив в 1919 году Зеньковскую мужскую правительственную гимназию, вступил в Добровольческую армию. Служил в 3-м и 2-м кавалерийских полках, в Крыму — в 3-м сводно-кавалерийском полку и в эскадроне 12-го уланского белгородского полка. В ноябре 1920 года, когда Красная армия заняла Крым, Савин находился в лазарете, больной тифом, попал в плен к красным и чудом избежал расстрела, испытав издевательства, голод и холод (все это он потом описал в автобиографической повести «Плен»). Пройдя через тюрьмы и отделы ЧК, в 1921 году Савину удалось перебраться в Петроград и оттуда вместе с отцом, благодаря финскому происхождению, эмигрировать в Финляндию весной 1922 года.

## Жизнь после Гражданской войны
Попав в Финляндию, Иван Савин первые месяцы провёл в санатории, восстанавливая подорванное здоровье, затем устроился рабочим на сахарный завод. Именно в это время начинается наиболее активный период его журналистской и писательской деятельности. В 1924 году он становится собственным корреспондентом в Финляндии целого ряда изданий российского зарубежья: берлинской газеты «Руль», рижской «Сегодня», ревельской «Жизнь», белградской «Новое время». В гельсингфорском ежедневнике «Русские вести» с 1922 по 1926 год Савиным было опубликовано более 100 рассказов, стихов и очерков.

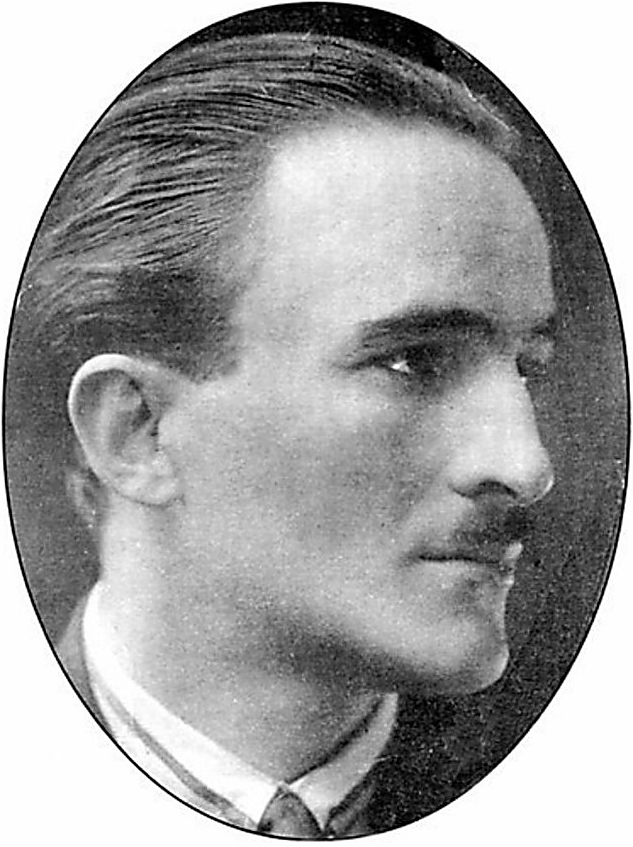
Иван Савин

В 1926 году в Белграде вышел его единственный прижизненный сборник стихов «Ладонка», изданный Главным правлением Галлиполийского общества. Многие стихи «Ладонки» посвящены лагерю Белой армии в турецком Галлиполи; хотя сам поэт никогда там не бывал, галлиполийцы высоко ценили его творчество.
Иван Савин, кроме занятий литературой, хорошо играл на рояле, рисовал, был театралом. При Кружке русской молодёжи работала Студия любителей драматического искусства, в постановке которой шли и пьесы поэта. Иногда на сцену выходил и сам автор. В газетной рецензии тех лет отмечается: «Наибольший успех имел шарж И. Савина „Служитель муз“. Сама пьеса произвела очень хорошее впечатление оригинальностью сюжета. Разыграна она была живо и интересно. Особенно следует отметить искренность и правдивость тона г-на Савина (Служитель муз)». О другом спектакле, по пьесе «Молодость», театральный критик пишет: «Прекрасно провёл роль Лесницкого И. И. Савин, которому удались искренний, тёплый тон, проникновенность обречённости и глубокий драматизм переживания».
В 1924 году Савин женился на Людмиле Владимировне Соловьевой, дочери полковника 1-го Финляндского стрелкового полка. В 1926 году семейная пара посетила Спасо-Преображенский монастырь на Валааме (в то время остров находился на территории независимой Финляндии), после чего Савин опубликовал серию очерков о жизни и истории монастыря. На Валааме Савин встретил Анну Вырубову, принявшую монашеский постриг, и взял у её матери интервью для русско-шведского журнала.
В 1927 г. Савин лёг в больницу на операцию по удалению аппендицита. Операция прошла неудачно – началось заражение крови. Несколько дней Савин угасал. Зная, что надежды на спасение нет, его супруга – Людмила Владимировна Соловьёва, на которой Иван Савин женился в 1924 г. – забрала его из больницы. Ещё несколько дней Савин медленно умирал. Чтобы как-то забыться, он просил супругу рассказывать, как они поедут летом к границе России, собирать ромашки – любимые цветы писателя. Иван Савин скончался 12 июля 1927 г.. Похоронен на Ильинском православном кладбище в Хельсинки, в районе Лапинлахти.

## Оценки творчества
Талант Ивана Савина высоко ценили И.А. Бунин и А. И. Куприн. Бунин в газете «Возрождение» написал: «После долгой и тяжёлой болезни скончался в Гельсингфорсе молодой поэт и молодой воин — Иван Савин… То, что он оставил после себя, навсегда обеспечило ему незабвенную страницу в русской литературе; во-первых, по причине полной своеобразности стихов и их пафоса; во-вторых, по той красоте и силе, которыми звучит их общий тон, некоторые же вещи и строфы — особенно». Илья Репин написал Людмиле Владимировне Соловьевой-Савиной вскоре после кончины ее мужа: «Какая невознаградная потеря… Я всегда мечтал, глядя на этого красавца-малороссиянина, написать его портрет».
По мнению Виктора Леонидова: «Он, как Есенин, близок и высоколобым интеллектуалам, и полуграмотным людям. <…> Савин, переживший войну и пытки, издевательства в плену в ЧК и гибель семьи, писал стихи. Какими бы страшными они ни были, в них всегда сохраняется надежда. В любом, самом страшном, самом трагичном произведении искусства, если оно — настоящее, там всегда есть надежда. Это — луч, как на некоторых картинах Айвазовского, обожавшего луч, пробивающийся через тучи, темноту, луч отраженный. Такое дано очень немногим, это присуще только настоящему таланту, который у Савина был. И как бы ни казались его стихи простыми, за этой простотой всегда просвечивает второй и третий план. Он был удивительно одаренный прозаик, блистательный журналист. Владевший очень легким пером, он мог просто писать об очень сложных вещах — качество, которое тоже дано не каждому, а он владел этим в совершенстве».

## Память
В 1956 году в США вышло 2-е, дополненное издание «Ладонки», а к 60-летию со дня смерти вдова поэта Людмила Савина-Сулимовская издала книгу «Только одна жизнь. 1922—1927» (1988), включившую стихи и прозу, перепечатанную из эмигрантской периодики 1920-х.
Имя и творчество Ивана Савина стали известны в России и на Украине лишь в начале 1990-х годов.
В память о поэте в 2017 году прошёл Историко-литературный конкурс им. Ивана Савина
.